# 마나비긴가락박쥐
마나비긴가락박쥐(Miniopterus manavi)는 긴가락박쥐과에 속하는 박쥐의 일종이다. 마다가스카르섬 동부-중부 지역에서 발견된다.
1906년에 처음 기술되었으며, 나중에 아프리카 대륙에서 발견되는 종 꼬마긴가락박쥐(M. minor)에 포함되었다. 1995년 개정에서 마다가스카르섬과 코모로에서 발견되는 긴가락박쥐속( Miniopterus)의 작은 개체군들을 M. manavi로 통합했지만, 2008년과 2009년의 분자생물학 및 형태학적 연구 결과는 M. manavi에 사실은 서로 다른 5종이 포함되어 있다는 사실이 드러났다. 마나비긴가락박쥐 자신은 중부 고원 지대 동부의 극히 일부 지역에 제한적으로 분포했고, 코모로와 마다가스카르섬 북부와 서부 지역 개체군은 다른 종으로 할당했다.
마나비긴가락박쥐는 거무스레하거나 불그스레한 갈색을 띠는 긴가락박쥐속의 작은 박쥐이다. 앞팔 길이는 37.6~39.2mm 정도이다. 이주(耳珠, 외이공(外耳孔) 앞에 있는 작은 돌기)는 좁고 모서리 끝에서 끝이 난다. 꼬리 비막은 털이 잘 덮여 있고, 입천장은 편평하다.